# Mulay Zayn al-'Abidin del Marocco
Mulay ʿAlī Zayn al-ʿĀbidīn ben Ismāʿīl (in arabo ﻣﻮلي علي زين العابدين بن إسماعيل‎?; fl. XVIII secolo) è stato un Sultano del Marocco della dinastia alawide.
Regnò per pochi mesi, dal giugno del 1741 al novembre del 1741. Era figlio di Mulay Ismāʿīl ben ʿAlī al-Sharīf.